# Publio Rutilio Lupo (pretore 49 a.C.)
Publio Rutilio Lupo (latino: Publius Rutilius Lupus; 85 a.C. circa) è stato un politico romano.

## Biografia
Fu esponente della famiglia romana dei Rutilii Lupi, ritenuto nipote dell'omonimo console del 90 a.C.. Fu pretore di Terracina nel 49 a.C., tribuno della plebe nel 56 a.C., oltre che strenuo sostenitore di Pompeo.